# Prinzregententheater
Das Prinzregententheater ist ein freistehender Theaterbau am Prinzregentenplatz des Stadtteils Bogenhausen im Osten Münchens und wurde nach Prinzregent Luitpold benannt.
Der von 1900 bis 1901 errichtete Bau wurde von dem zu dieser Zeit äußerst erfolgreichen Architekten Max Littmann entworfen. Dieser orientierte sich bei seinen Plänen besonders am Richard-Wagner-Festspielhaus in Bayreuth und übernahm beispielsweise den amphitheatralischen Zuschauerraum.

## Geschichtlicher Hintergrund

### Entstehung der Idee
Die „Idee eines Festspielhauses für die Wagneropern“ in München kam 1865 unter König Ludwig II. auf. Der Entwurf und die Bauplanung wurde auf Wunsch Richard Wagners dem Architekten Gottfried Semper übertragen. Dieser musste jedoch einige Zeit später aufgrund „seiner politischen Intrigen [die Stadt] München verlassen“. Der am Isarhochufer gedachte, bereits in Plänen festgehaltene Monumentalbau kam in München aus mehreren Gründen nicht zu Stande: Der der Bau sei aus finanzieller Sicht nicht realisierbar gewesen, und Richard Wagner schien andere Aufgaben dem Theaterprojekt vor, so „die Gründung einer Musikschule oder einer Zeitung“.

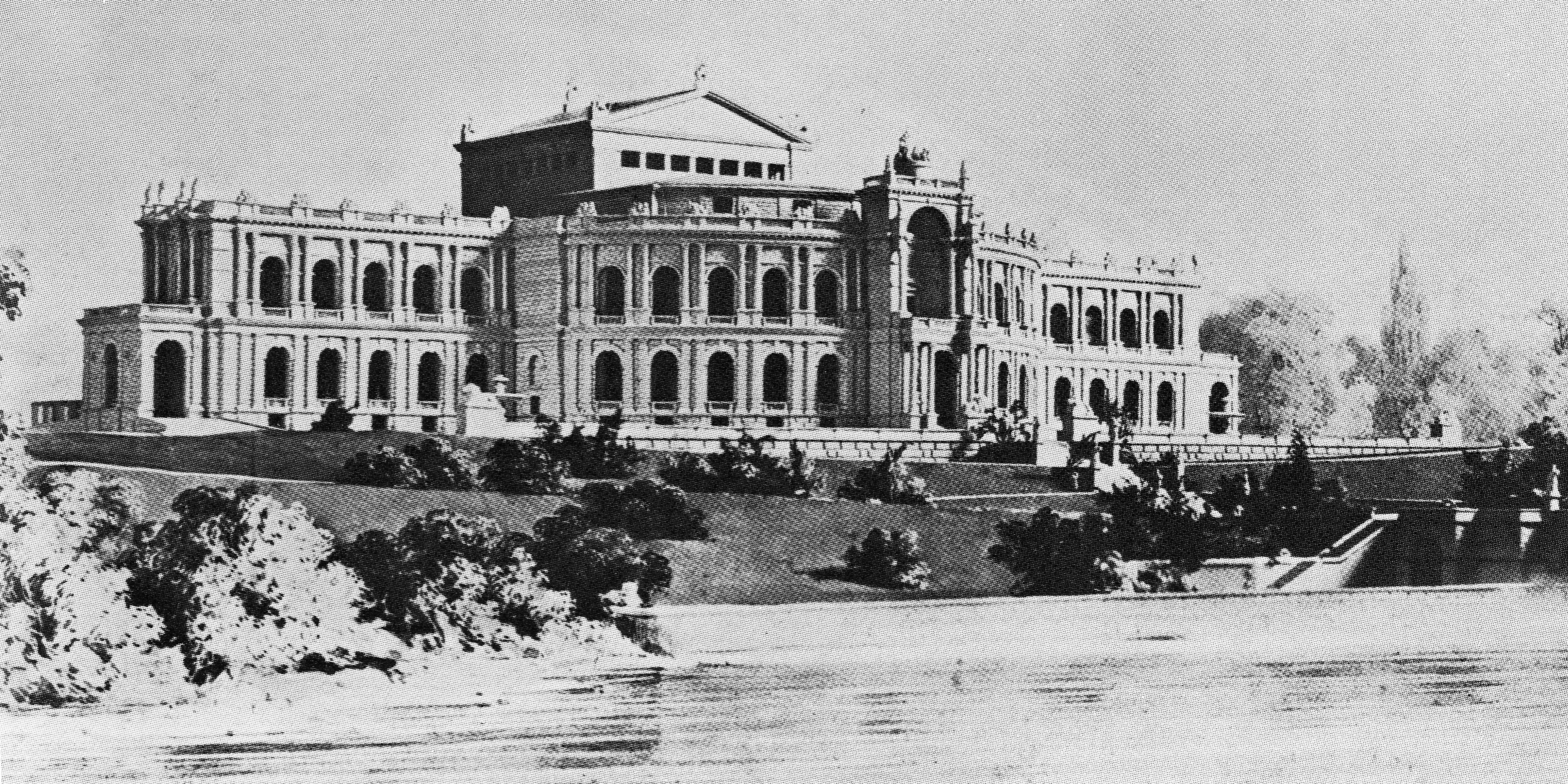
Das 1865 von Semper geplante, nicht realisierte Münchner Festspielhaus an der Isar

Im Jahre 1892 wurde die Idee durch Karl von Perfall, „de[m] für die Oper wohl bedeutendste Intendant[en] Münchens im 19. Jahrhundert“ wieder aufgegriffen. Er unterbreitete sein Konzept eines von der Hofbühne unabhängigen Theaters, das hochrangiges Schauspiel aufgrund klein gehaltener Preise der breiten Masse zugänglich machen sollte, zwar „den Vertretern des Münchner Magistrats“, jedoch wurde das Projekt aus Platzmangel und Kostengründen nicht weiter verfolgt. Noch im Winter desselben Jahres wurde Karl von Perfall aus dem Amt entlassen.
Sein Nachfolger Ernst von Possart arrangierte noch im Jahre seiner Berufung zum Intendanten 1893 einen Wagner-Zyklus, der bei den Besuchern und der Presse durchaus gute Resonanz erhält. Zur Zeit der Aufführungen erschien in den Münchner Neuesten Nachrichten ein namenloser, knapper Bericht über das in Vergessenheit geratene Projekt Richard Wagners und Ludwigs II. eines eigenen Münchner Festspielhauses. In kurzem Abstand wurde dort ein weiterer, wesentlich detailreicherer Artikel veröffentlicht. Es war von „einem neuen Theater mit modernster Bühnentechnik sowie amphitheatralischem Zuschauerraum und verdecktem Orchester, die beide für eine adäquate Aufführung Wagnerscher Werke unabdingbar seien“ die Rede. So „könne der sommerliche Zyklus alljährlich wiederholt werden.“ Ob der damalige Intendant Possart diese Artikel in die Wege leitete, kann bis heute nicht gesagt werden. Die Idee eines eigenen Richard-Wagner-Festspielhauses fand bei der Münchner Bevölkerung jedoch positiven Anklang. Die Leser unterbreiteten der Zeitschrift in Briefen mögliche Standorte: neben dem später tatsächlich gewählten Standort am Prinzregentenplatz, wurde beispielsweise eine Positionierung am Englischen Garten von den Lesern diskutiert. Weiterhin wurde daran erinnert, dass das ursprüngliche Modell von Semper aus dem Jahre 1863 noch vorhanden sei. Während das Journal Die Gesellschaft sich ebenfalls positiv dem Bau des Festspielhauses äußerte, fürchtete Cosima Wagner, die Witwe Richard Wagners und Leiterin der Bayreuther Festspiele, eine Konkurrenz zu Bayreuth. „Sie betrachte[te] Sempers Projekt als geistiges Eigentum Richard Wagners und beabsichtig[t]e mit juristischen Schritten gegen Possarts Projekt vorzugehen“. Dies war jedoch nicht erforderlich, da die Umsetzung des Festspielhauses erneut an finanziellen Mitteln scheiterte.
Zwei Jahre später, 1895, erfolgte eine Zusammenkunft Ernst von Possarts mit den „Vertretern der Hofverwaltung und des Magistrats“, wo der Intendant abermals die positiven Aspekte eines Festspielhauses beleuchtete. Neben den finanziellen Vorzügen, sei es für München entscheidend, vor Berlin ein eigenes Richard-Wagner-Festspielhaus zu erbauen. Die Hofverwaltung erklärte sich einverstanden, Possart in seinem Anliegen zu unterstützen, sofern die Erben und die Witwe Wagners ihr Einverständnis gäben, da der Prinzregent zu dieser Zeit „als Protektor der Bayreuther Festspiele fungier[t]e“. Hier scheiterte das Projekt des Prinzregententheaters 1895 abermals.
Im Sommer 1899 bot sich Possart schließlich die Gelegenheit, sein Vorhaben mit privaten Geldern zu realisieren. So wurde am 16. Dezember 1899 mit einem Startkapital von 800.000 Mark die Prinzregenten-Theater GmbH gegründet, um im städtebaulich noch wenig erschlossenen Münchener Osten ein Opernhaus zu errichten.

### Planungs- und Bauphase
Nach dem endgültigen Beschluss ein Festspielhaus in München zu errichten, wurde der Architekt Max Littmann im August 1899 mit den Plänen für das Projekt beauftragt. In kurz aufeinanderfolgender Zeit erarbeitete dieser fünf Skizzen bis zum fertigen Entwurf. Den ersten legte er im September 1899 vor, im Oktober desselben Jahres  den zweiten und zwölf Tage später erfolgte die Präsentation der dritten Ausarbeitung. Skizze vier und fünf unterbreitete er im darauffolgenden November. Wie von seinen Auftraggebern erwünscht, orientierte sich Max Littmann bei seinen Schöpfungen am Bayreuther-Festspielhaus, verweigerte sich aber einer Eins-zu-Eins-Kopie.
Die Baupläne wurden im Frühjahr 1900 genehmigt und der Bauauftrag dem Geschäft Heilmann & Littmann übermittelt. Am 27. April 1900 begannen die Arbeiten, über welche sich Cosima Wagner öffentlich äußerst unerfreut äußerte. Nach einigen Diskussionen wurde jedoch ein Einverständnis ihrerseits zu diesem Projekt erzielt. „[B]ereits im Winter des gleichen Jahr[e]s waren Zuschauerhaus und Bühnenhaus unter Dach.“ Ab dem Frühjahr 1901 widmete man sich den ausschmückenden Elementen, den Innenräumen und der von Carl Lautenschläger entwickelten Bühnentechnik. Im August des Jahres wurde der Theaterbau dann wie geplant übergeben, obwohl einige Umstände bei der Realisierung des Restauranttrakts zu Zeitverzögerungen führten. Am 20. August 1901 wurde das Prinzregententheater mit einem Festakt und am darauffolgenden Tag mit einer Inszenierung der Meistersinger von Nürnberg feierlich eingeweiht.

### Zeitlicher Abriss
Bereits kurze Zeit nach der Eröffnung des Prinzregententheaters im August 1901 wurden erste kleine Veränderungen vorgenommen. Beispielsweise entfernte man auf Wunsch Max Littmanns die Statuen der Komponisten und Dramatiker aus den Halbrundnischen der Seitenwände des Zuschauerraumes und ersetzte diese durch einheitliche, vergoldete Dreifußständer. Im Jahre 1919, ein Jahr bevor das Gebäude in staatlichen Besitz überging, hatte das Münchener Festspielhaus die „Funktion als Volksschauspielhaus“ inne.
Ab dem Sommer 1932 wurde der Theaterkomplex geschlossen und ein Jahr später als Theater des Volkes wieder für Besucher geöffnet. Während der Zeit des Nationalsozialismus wurden entsprechend ideologisierte Stücke aufgeführt (siehe Uraufführungen). Vom 11. November bis 3. Dezember 1937 fanden in den Räumen des Theaters begleitende Veranstaltungen zur Propaganda-Ausstellung Der ewige Jude statt. Die letzte Aufführung vor Kriegsende war die Oper Tiefland. Es erfolgten zu jener Zeit auch eingreifende Umbauten im Bereich der Innenausstattung. So beschloss man beispielsweise aus ästhetischen Gründen und für eine Verfeinerung der Akustik die Halbrundnischen, die sich an den Seitenwänden des Zuschauerraums befanden, zu verkleiden.
Im Zweiten Weltkrieg wurde bei den Luftangriffen auf München das Restaurant zerstört. Das Theater konnte um eine Achse verkürzt 1957–1958 wieder aufgebaut werden. Von 1944 bis 1963 beherbergte das Prinzregententheater die von Kriegszerstörungen betroffene Bayerische Staatsoper. Um eine Bespielung möglich zu machen, wurde zunächst der Orchestergraben erhöht, sowie der Schalldeckel abmontiert.
Am 8. Juli 1945 gaben die Münchner Philharmoniker das erste Konzert nach Kriegsende, am 15. November 1945 begann der offizielle Spielbetrieb mit der Oper Fidelio und 1950 erfolgte die Wiederaufnahme der Münchner Opernfestspiele.
Im März 1964 wurde nach der Eröffnung des Nationaltheaters das Prinzregententheater für baufällig erklärt und für den Spielbetrieb geschlossen. Obwohl der Öffentlichkeit kein Zugang zum Gebäude gewährt wurde, dienten seine Räumlichkeiten derweilen der Bayerischen Staatsoper, der Hochschule für Film und Fernsehen, der Landesbildstelle, sowie der Ballettakademie. Auch die hauseigene Werkstätte waren weiterhin aktiv.
Bereits im darauffolgenden Jahr wurde die Initiative der „Bürgerschaftlichen Vereinigung Münchner helft dem Prinzregententheater“ gegründet, die sich um eine Restaurierung und Wiederinbetriebnahme des 1901 entstandenen Theaterbaus bemühte. Unter zwei Bedingungen hinterließ die Tochter des Architekten Max Littmann, Gertrud Proebst, kurze Zeit darauf der Vereinigung einen Betrag in Höhe von 2,6 Millionen Mark: Dieser müsse für die Wiederinstandsetzung des Prinzregententheaters genutzt und die Bauarbeiten „vor dem 24. Juni 1983 begonnen werden.“ Auch die Berufung August Everdings zum Generalintendanten am 1. September 1982 kann als ein entscheidender, das Ziel der „Bürgerschaftlichen Vereinigung Münchner helft dem Prinzregententheater“ vorantreibender Faktor gesehen werden. Denn auch er war sehr an einer Wiederbelebung des Theaters interessiert. Statt einer Renovierung des kompletten Baus, die sich auf Kosten in Höhe von 82 Millionen Mark belaufen würden, unterbreitete er dem Bayerischen Landtag im Dezember 1982 die mit 35 Millionen Mark kostengünstigere Variante der „kleinen Lösung“. Diese beinhaltete die Erneuerung der Nebenräume, Foyers und des Zuschauerraumes, sowie „die Installation einer den Orchestergraben überdeckenden und in den Zuschauerraum ragenden [offenen] Spielfläche“ der Maße 16 × 10,5 m. Hauptbestreben war es, das Prinzregententheater zur Erscheinungsform seiner Erbauungszeit zurückzuführen, wobei man sich hauptsächlich an zeitgenössischen Fotografien und Plänen orientierte. Da sich der Bayerische Landtag im Jahre 1983 mit dieser Variation einverstanden erklärte, begannen ab Mai 1985 nach einer großzügigen Spende die Bauarbeiten. Währenddessen bemühte man sich um weitere Spenden der Bevölkerung. Auch die Rekonstruktion des ursprünglichen Gartensaals, zunächst nicht Teil der Baupläne Everdings, die eine Summe von 4,4 Millionen Mark beanspruchte, wurde durch Spenden finanziert. Am 9. Januar 1988 wurde das Prinzregententheater in der kleinen Lösung feierlich wiedereröffnet.
Zu dieser Zeit wurde das Theater Ausweichspielstätte des Bayerischen Staatsschauspiels während des bis 1992 dauernden Umbaus des Neuen Residenztheaters. Im Jahre 1993 erfolgte sowohl die Gründung der Bayerischen Staatsakademie, als auch des Pädagogikprojekt „Theater + Schule“.
Die Bauarbeiten für eine vollständige Wiederherstellung des Prinzregententheaters begannen im Jahre 1995, wobei der Fokus auf der Entfernung der provisorischen und Rekonstruktion der ursprünglichen großen Bühne lag. Ein Jahr später bei der feierlichen Eröffnung am 8. November 1996 hatte „[d]as Prinzregententheater nicht nur wieder seine Form und Funktion wie 1901, sondern verfügt[e] zusätzlich über eine neue Studiobühne, das Akademie-Theater für den künstlerischen Nachwuchs, und [bot] im neuen Café Prinzipal […] ein kulturelles Zentrum des Münchner Ostens.“
Während der Umbaumaßnahmen des Gärtnerplatztheaters wurde dessen Spielbetrieb zeitweise in die Räumlichkeiten des Prinzregententheaters verlegt.

## Baubeschreibung

### Lage
Das Prinzregententheater liegt am Prinzregentenplatz 12 im östlichen Stadtteil Bogenhausen, etwa 2,5 km von der Stadtmitte Münchens entfernt und befindet sich nahe der Stelle, wo Ludwig II. und Richard Wagner im Jahre 1865 ihr nicht realisiertes Festspielhaus zu errichten gedachten. Der freistehende Gebäudetrakt ist auf einem Grundstück „unregelmäßigem Zuschnitt[s]“ erbaut. Nördlich wird das Terrain von der Prinzregentenstraße, deren Abschnitt man zur Zeit der Erbauung Äußere Prinzregentenstraße nannte, abgesteckt, der die Schauseite des Theaterbaus zugewandt ist.

### Architektur- und Baubeschreibung
Der Monumentalbau des Prinzregententheaters „gliedert sich in drei deutlich voneinander abgesetzte Funktionsbereiche: Den querstehenden Restauranttrakt überragt die Hauptbaumasse des Theatergebäudes, die ihrerseits in den niedrigeren Zuschauertrakt und den durch den hohen Bühnenturm gekennzeichneten Bühnenbereich differenziert ist.“
Den als keilförmig zu umschreibenden Zuschauerraum akzentuiert der Architekt Max Littmann durch einen „eigenen hohen Dachaufbau als Kernraum“. Dieser wird von drei niedriger bedachten Traktaten umgeben, welche sich seitlich, sowie an der Rückseite des Zuschauerraumes befinden. Während die seitlich positionierten Längstraktate den „Zuschauer- und Bühnenbereich verbinden“ beherbergt der dreigeschossige, die Schauseite des Theaterbaus mitbestimmende und der Krümmung des Zuschauerraumes nachempfundene Umgangsteil im Obergeschoss die „Vorräume der Logen“, sowie „im Hauptgeschoss eine Wandelhalle“. An dessen Enden befinden sich je rechts und links ein „blockartig vorspringende[r] Treppenhauspavillon“, welcher zu den Eingängen der beiden oberen Parkettringe des Zuschauerraumes führt. Die unteren Ränge sind über das Hauptgeschoss zu erreichen. Die Mitte des Umgangsteils, sogleich das Zentrum der Frontansicht, wird von Max Littmann durch einen „höheren rechteckigen Vorbau“ hervorgehoben. Durch eine mittig positionierte, minimal vorgelagerte Fensterfront unterteilt der Architekt diesen Baukörper in drei Zonen. Der in diesem Bereich angebrachte „von Pfeilern und Säulen getragene Balkon“ bildet im Erdgeschoss eine überdachte Vorhalle für die drei den Fenstern im Obergeschoss entsprechenden Eingangstüren. Um das Zentrum abermals zu betonen, bringt Max Littmann über den Fensterachsen einen Dreiecksgiebel an. Dieser beinhaltet ein Relief, welches eine „dreifüßige flammende Opferschale auf einem lorbeerumwundenen Sockel“ in der Mitte zweier Sphingen zeigt. Der Mittelteil wird zusätzlich durch die in Großbuchstaben und in Gold gehaltene Inschrift „Der Deutschen Kunst“, welche sich unmittelbar unterhalb des Reliefs befindet, sowie die zwischen den Rundbogenfenstern angebrachten Genien verziert. Neben diesen auf den schlichter gestalteten Seitenteilen des Mittelpavillons befindet sich je ein Relief, welches die „Elemente Musik und Tanz“ thematisiert. So sind links vier junge Männer beim Musizieren, rechts vier tanzende Damen dargestellt. Vier von Heinrich Waderé gefertigte Statuen thronen über dem Vorbau der Frontansicht und „verkörpern (von links nach rechts) die im Theater vereinten Künste Musik, Gesang, Tragödie, Komödie.“ Auf der höchsten Stelle des gesamten Baukomplexes auf dem Dach des Bühnenhauses befindet sich eine Lyra, welche aus einem Fundament von komischen und tragischen Masken steht.
Das Prinzregententheater kann schwer einem kunstgeschichtlichen Stil zugeordnet werden. Selbst der Architekt Max Littmann äußerte sich zu diesem Thema sehr unpräzise. Während Bernd-Peter Schaul hier von einem „gräcisierende[n] Klassizismus“ spricht, umschreibt H. Habel den Bau „stilistisch am ehesten als eine Synthese von Neurenaissance und Antikenrezeption mit Jugendstilanklängen“.

### Innenarchitektur und Einrichtung

#### Zuschauerraum

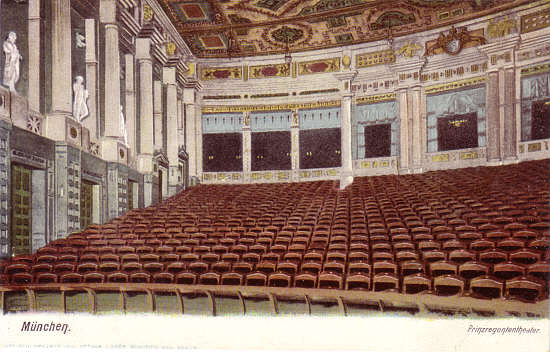
Zuschauerraum

Der Zuschauerraum des Prinzregententheaters ist von sektorförmigem Grundriss und kann als eine „eindrucksvolle Kombination aus Architekturelementen des Jugendstils und des Klassizismus“ umschrieben werden. Insgesamt bietet der Saal Sitzplätze für 1083 Besucher, davon sind 4 Rollstuhl- und 54 Logenplätze. Es handelt sich hierbei um einen sogenannten amphitheatralischen Raum, da sich das Parkett zur Rückseite hin von der Platzanzahl kontinuierlich erweitert. Max Littmann entschied sich bei der Innenausstattung für eine mahagonifarbene Bestuhlung, welche am Jugendstil orientiert und mit einem Veloursstoff in einem goldenen Ton bezogen ist. Die Sitzreihen sind dem geschwungenen Wandelgang angepasst und werden in sechs Ringe unterteilt, welchem aus jeweils vier bis fünf Sitzreihen bestehen. Jedem dieser Parkettabschnitte ist ein eigener Eingang in den Seitenwänden zugeordnet, wodurch diese sechsteilig vertikal gegliedert werden. Horizontal sind sie in eine Sockelzone, welche grob kassettiert ist, ein Hauptgeschoss, das durch eine große Säulenordnung definiert wird, und eine Attikazone zu unterteilen. Während die vier tiefer gelegenen Eingänge sich voneinander zwar höhentechnisch leicht unterscheiden, aber sich noch im Sockelgeschoss selbst befinden, reichen die darüber liegenden Zugänge fünf und sechs in die Interkolumnien des Hauptgeschosses hinein. Die sechs sich in der Hauptzone befindenden von den Säulen umgrenzten Halbrundnischen lässt der Architekt mit einem Mischgewebe aus Leinen und Baumwolle in einem grau-grünlichen Ton ausstatten, wobei die untersten vier jeweils ein vergoldetes Dreifußbecken auf einem Sockel beherbergen. Max Littmann greift die Säulenordnung der Seiten in der Gestaltung der Rückwand, die neun eingeschossige Logen beinhaltet, wieder auf. Durch die Verwendung von Säulen grenzt er die drei sich in der Mitte befindenden Hoflogen, welche sich durch die vorgezogene Stellung bereits von den ihnen seitlich gelegenen Fremdlogen unterscheiden, abermals ab. Die im Zentrum gelegene Königsloge wird zusätzlich durch ihre weitere Räumlichkeit und die danebenstehenden doppelt angelagerten einrahmenden Säulen betont. Während sich über diesen Säulen je zwei Putti befinden, welche ein kleines Wappen tragen, ist mittig oberhalb der Königsloge ein großes von zwei Löwen gehaltenes Wappen angebracht.
Die Saaldecke des Malers Julius Mössel, welche sich beinahe noch komplett im Originalzustand befindet, stellt ein „farbenprächtiges Velum“ dar, welches am ehesten als „lichte, teppichartige Groteskenmalerei“ beschrieben werden kann. Diese ist segmentbogenartig der Biegung der Parkettringe und der vertikalen Einteilung der Seitenwände angepasst durch schmale Streifen gegliedert.

#### Bühne
Die Bühnenfläche des Prinzregententheaters erstreckt sich über 29 × 23 m, misst somit insgesamt eine Fläche von 667 m² und beinhaltet eine „abtrennbare Hinterbühne“. Während die Portalbreite zwischen 11 und 13 m variieren kann, beläuft sich die maximale Portalhöhe auf 10 m.
Der am Ideal des Richard-Wagner-Festspielhauses in Bayreuth orientierte Orchestergraben ist abgesenkt gestaltet und halb unter dem Bühnenbereich versenkt. Er umfasst ein Areal von 165 m² mit zwei beweglichen Orchesterpodien und kann bis zu 95 Musiker beherbergen.
Von der ursprünglich im Jahre 1900 von Carl Lautenschläger entworfenen „Bühnenkonstruktion und -maschinerie“ konnten im Laufe der erweiterten Lösung 1995 nur noch Bruchteile erhalten werden.

#### Gartensaal
Der Gartensaal ist mit seiner Kolonnadenarchitektur stilistisch dem Jugendstil zuzuordnen und „gehör[t] zum Foyerbereich des Theaters“. Das den Raum charakterisierende Muldengewölbe ist in floraler Thematik von Elmar Albrecht gestaltet, welcher sich an dem Originalwerk des Malers Julius Mössel so weit wie möglich orientierte. Für Pressekonferenzen und Theatervorstellungen im kleinen Stil bietet diese Räumlichkeit Platz für maximal 250 Besucher.

#### Weitere Räumlichkeiten
Das östliche und westliche Foyer, sowie alle Umgänge des Prinzregententheaters besitzen den noch original erhaltenen grau-gelblichen Terrazzoboden, welchen der Architekt Max Littmann mittels roter und grauer Mosaiklinien regelmäßig unterbricht. Bei der Wandgestaltung dieser Räumlichkeiten, sowie den Treppenhäusern, wird die Technik des Stuccolustros angewendet. Die gleichmäßig verwendete gelb-goldene Farbe zieht sich „bis zum Decken- bzw. Gewölbeansatz“ der Räumlichkeiten und bildet somit einen Kontrast zu den Deckenbemalungen der Foyers, welche sehr farbenprächtig ausfallen. Während man im westlichen Foyer oberhalb des Marmorimitats an den Wänden, sowie der Decke eine „Groteskornamentmalerei“ vorfindet, ist die kassettierte Fläche im östlichen Foyer von einer auf gelb gemalten Tier- und Fabelwesen der antiken Welt verziert, gestaltet von Elmar Albrecht.
Eine weitere Besonderheit stellt die aus weißem Carrara-Marmor bestehende Büste des Prinzregenten Luitpold des Bildhauers Heinrich Waderé dar. Diese befindet sich in einer Nische im Erdgeschoss des Wandelganges, welche mit einem in gold gehaltenen Mosaik hinterlegt ist.

#### Akademietheater
Im ersten Stock des Rückgebäudes hinter der Bühne befindet sich das Akademietheater, ein Spielort der Bayerischen Theaterakademie August Everding für Regie-, Schauspiel- und Musicalproduktionen. Es wurde am 11. November 1996 eröffnet, verfügt über einen separaten Zugang, eigene Garderoben und ein eigenes Foyer. Das Akademietheater bietet je nach (variabler) Bestuhlung Platz für bis zu 250 Zuschauer, für mobilitätseingeschränkte Besucher stehen ein Aufzug und eine behindertengerechte Toilette zur Verfügung, zwei Rollstuhlplätze sind zugelassen.

## Einordnung
Der für den Entwurf und die Planung des Prinzregententheaters beauftragte Architekt Max Littmann zählt „zu den meistbeschäftigten Architekten seiner Zeit“ und unterhielt mit seinem Schwager Jakob Heilmann das Bauunternehmen Heilmann & Littmann, welches als eines der bedeutendsten Baufirmen im Bereich Süddeutschlands gehandelt wird. Sowohl in als auch außerhalb seiner Wahlheimat München, dessen Stadtbild er durch seine Bauten enorm prägte, entstanden zahlreiche Gebäude unter seinem Namen. Dabei spezialisierte sich Littmann nicht auf eine spezielle Gattung, sondern schuf Gebäude beinahe jeder Funktion, beispielsweise Krankenhäuser, Gaststätten und auch Warenhäuser. Besondere Anerkennung erhielt er jedoch damals wie heute für seine Theaterbauten, welche als seine Hauptschöpfungen gelten und welchen er „den Ruf des Theaterbauspezialisten und -reformators“ verdankt. Das erste Projekt Littmanns auf diesem Gebiet war das Prinzregententheater in München.
Während der Planungen des zunächst aus geschäftlichen Gründen angenommenen Projekts wurde das Interesse Littmanns am Theaterbau erstmals geweckt. Ab 1904 nahm er an vielen Wettbewerben teil und es entstand bis 1908 eine stattliche Zahl an Theaterbauten, sodass ab dieser Zeit von einem starken Interesse Littmanns auf diesem Gebiet gesprochen werden kann.
Als sein Meisterwerk dieser Gattung gilt das Königliche Hoftheater in Stuttgart, dessen Wettbewerb er im Jahre 1908 gewann und welches 1912 erbaut wurde.

## Vergleich zum Richard-Wagner-Festspielhaus
Wie von seinen Auftraggebern erwünscht orientierte sich der Architekt Max Littmann beim Entwerfen des Prinzregententheaters am Richard-Wagner-Festspielhaus in Bayreuth. Durch die weitreichenden Gemeinsamkeiten wird in der Literatur teilweise sogar von einer Münchner Kopie des Semperbaus gesprochen. Einen markanten Unterschied stellt wohl die unterschiedliche Bauweise beider Theater dar. Während das Bayreuther Festspielhaus beinahe gänzlich in Fachwerk ausgearbeitet ist, handelt es sich beim Münchner Theater um einen Massivbau aus Betonwerkstein.
Beide Gebäude verfügen über einen amphitheatralischen, sektorförmigen Zuschauerraum, welcher im Prinzregententheater durch Verwendung schräger Seitenwände geformt ist. In Bayreuth hingegen handelt es sich um einen rechteckigen Grundriss, welcher durch das Einschieben den Seitenwänden rechtwinklig stehender Wänden definiert wird. Weiterhin entscheidet sich Max Littmann für Sitzflächen, welche 5 cm breiter gestaltet sind, wodurch „bei gleicher Grundfläche“ 300 Sitzplätze entfallen.
Auch bei der Wahl des Materials der ursprünglichen Bühnenmaschinerie ergeben sich Unstimmigkeiten. So verwendete man im früher erbauten Bayreuther Festspielhaus noch eine Holzkonstruktion, während München eine stählerne Variante bevorzugte.
Die meisten Veränderungen des Prinzregententheaters zu seinem Vorbild erklärte der Architekt aufgrund der „neuen Anforderungen an den Brandschutz, die nach dem katastrophalen Brand des Wiener Ringtheaters seit 1881“ bestanden.

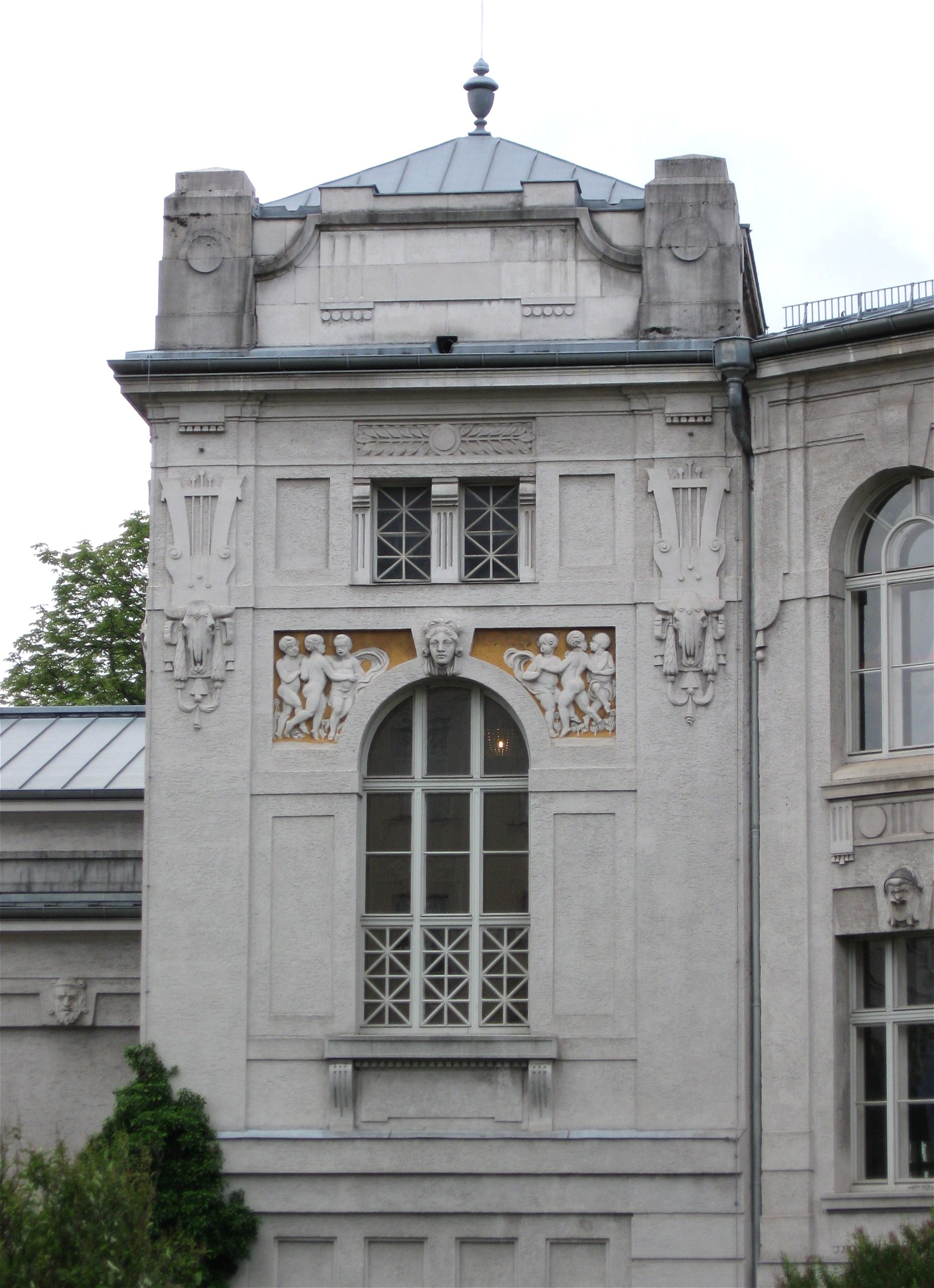
Detail
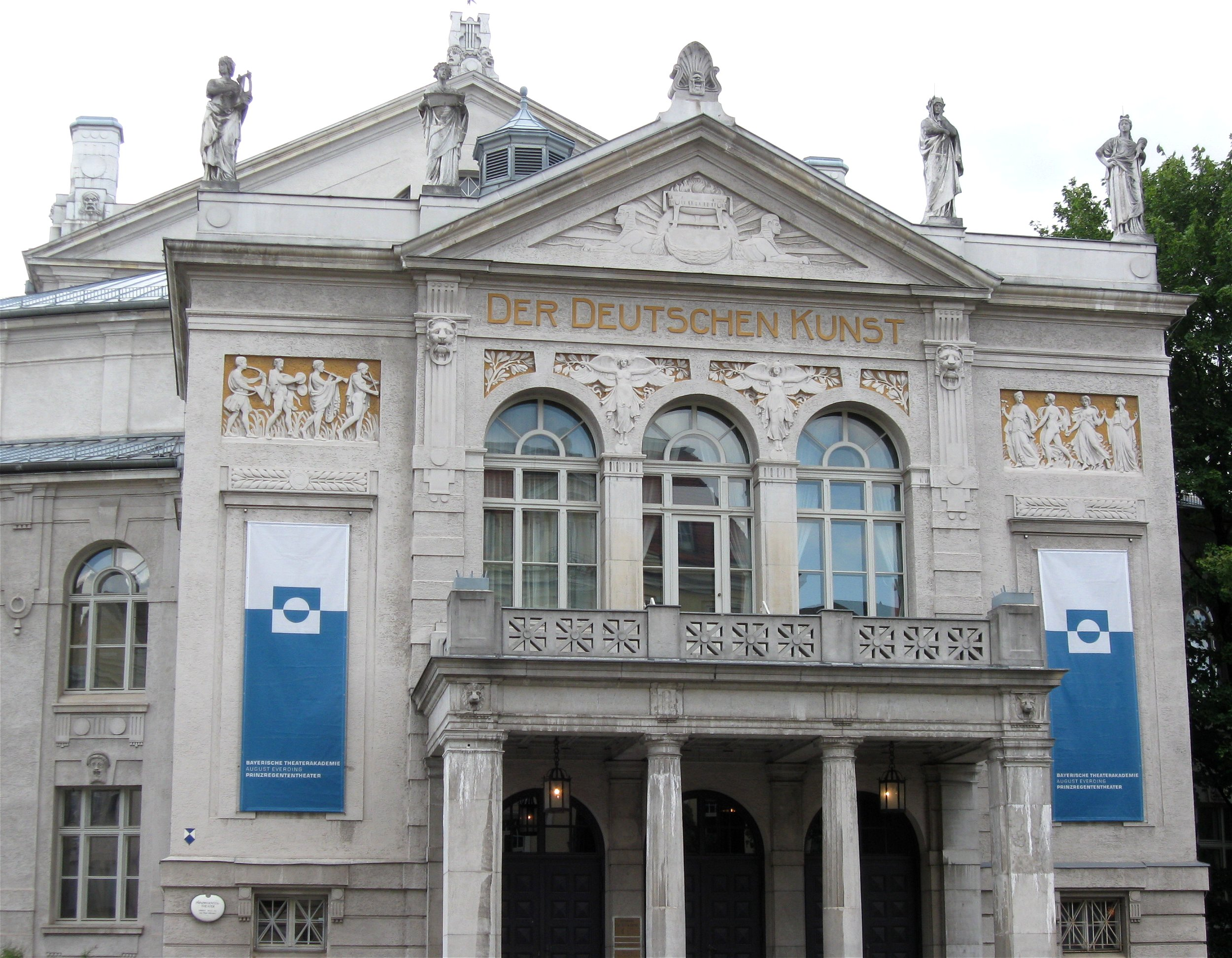
Detail
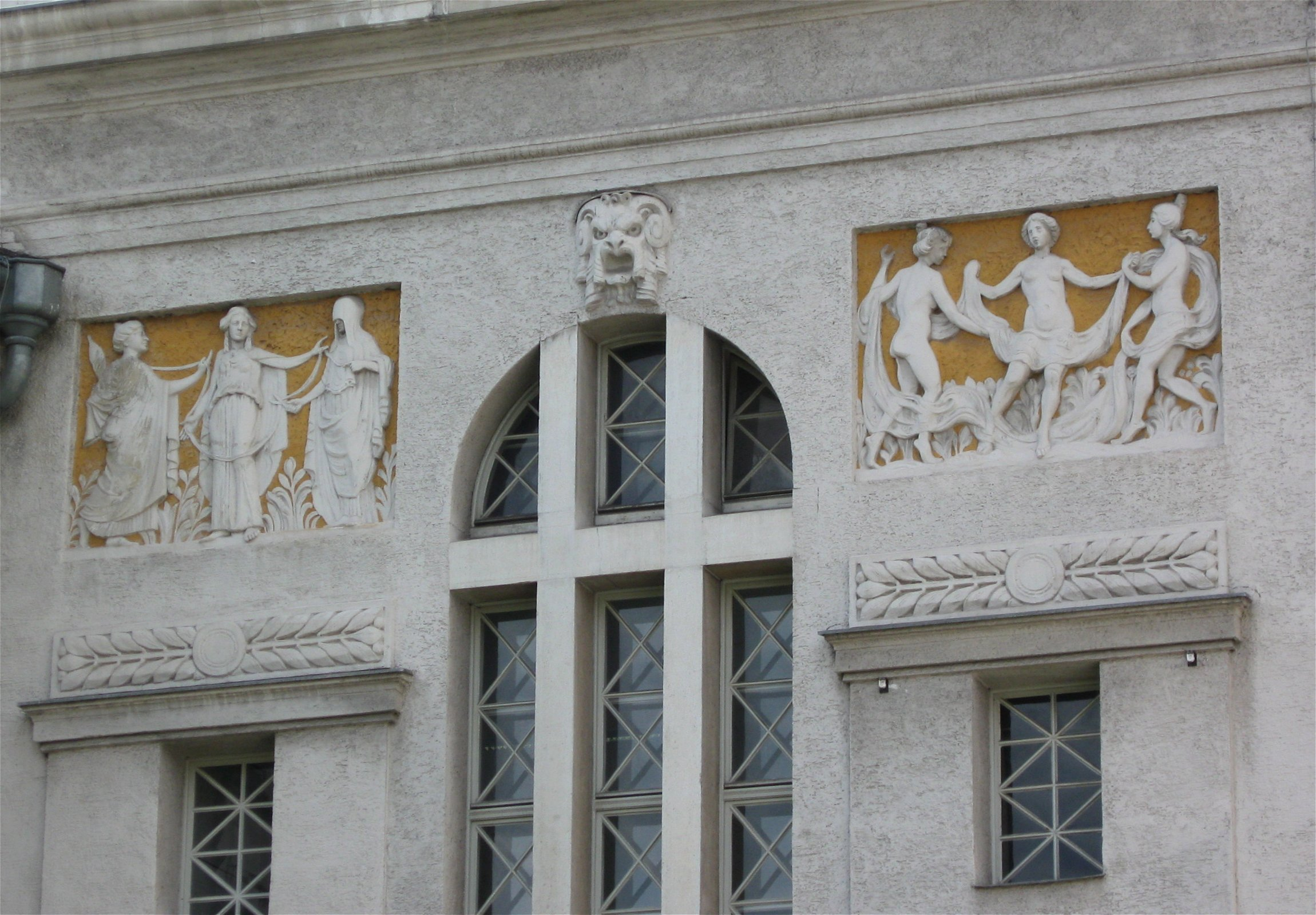
Fassadendetail
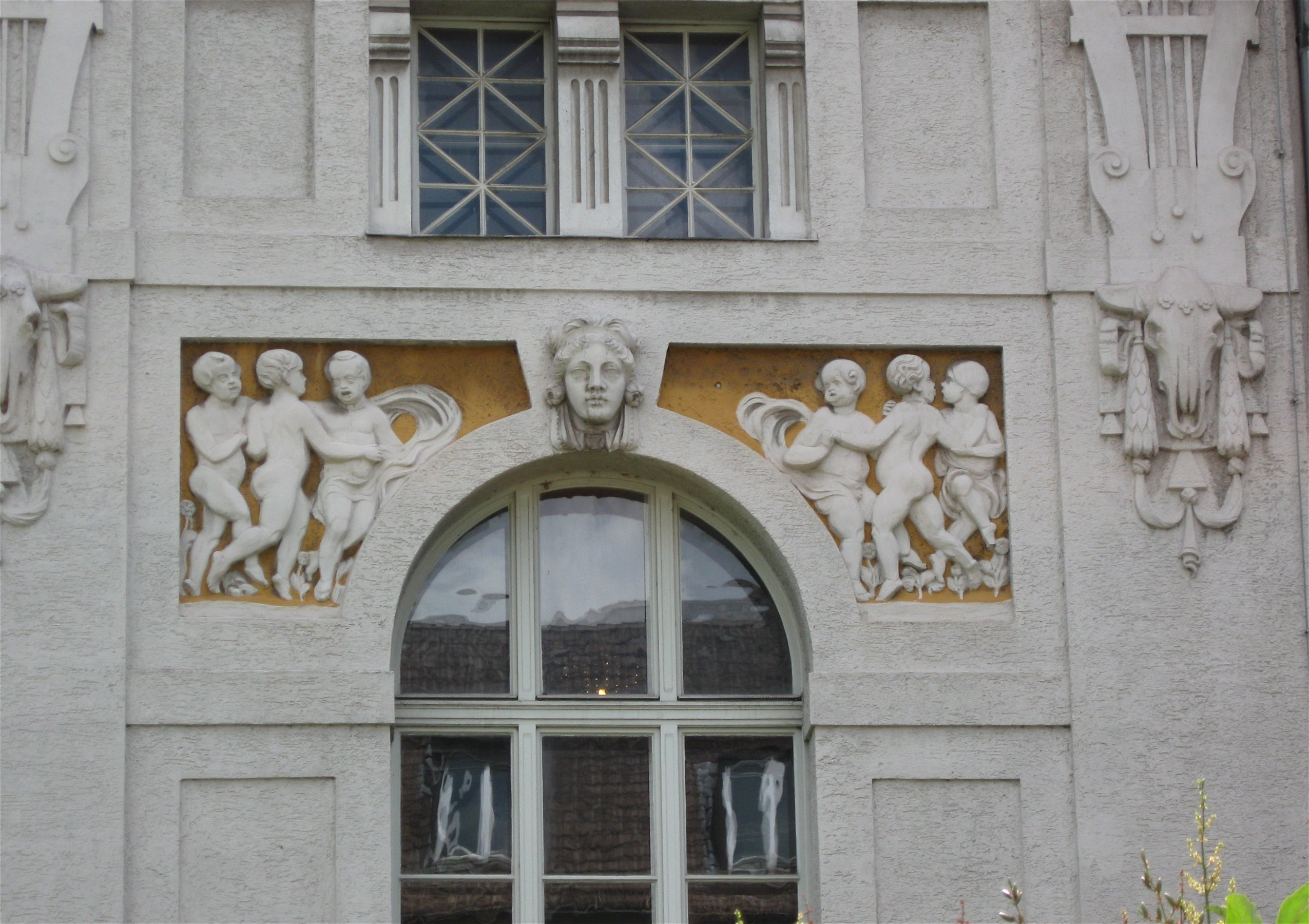
Fassadendetail

## Uraufführungen
- 12. Juni 1917: Palestrina, Oper von Hans Pfitzner
- 25. Juli 1919: Hannibal, Schauspiel von Christian Dietrich Grabbe
- 1. September 1919: Herakles, Drama von Frank Wedekind
- 13. November 1920: Der Weg zur Macht, Schauspiel von Heinrich Mann
- 29. März 1924: Die Kommstunde, Drama von Leo Weismantel
- 20. Februar 1926: Bonaparte, Schauspiel von Bernhard Blume
- 30. Oktober 1926: Paulus unter den Juden, Schauspiel von Franz Werfel
- 24. Februar 1928: Der Turm, Trauerspiel von Hugo von Hofmannsthal
- 25. März 1929: Stefan Fadinger, Schauspiel von Hermann Heinz Ortner
- 31. Oktober 1929: Gesellschaft der Menschenrechte, Schauspiel von Franz Theodor Csokor
- 18. Februar 1932: Der 18. Oktober, Schauspiel von Walter Erich Schäfer
- 9. November 1933: Alle gegen einen, einer für Alle, Schauspiel von Waldfried Burggraf
- 19. Dezember 1933: Heilige Nacht, Deutsches Weihnachts-Festspiel von Joseph Maria Lutz
- 24. November 1934: Siegfried. Schauspiel von Ernst Bacmeister
- 22. Oktober 1936: Der König reitet, Schauspiel von Hildegunde F. Anders
- 20. Oktober 1937: Die Uraxt, Schauspiel von Heinrich Hinck
- 13. November 1937: Der Weg zum Reich, Schauspiel von Hildegunde F. Anders
- 17. Januar 1938: Familie, Schauspiel von Leonhard Ludwig
- 25. Februar 1938: Der Stier geht los, Schauspiel von Otto C. A. zur Nedden
- 16. September 1940: Gregor und Heinrich, Schauspiel von Erwin Guido Kolbenheyer
- 23. November 1940: Das Schwert, tragisches Drama von Curt Langenbeck
- 6. Juni 1948: Abraxas, Ballett von Marcel Luipart und Werner Egk
- 27. März 1952: Der Weg zum Licht, Ballett von Victor Gsovsky und Gottfried von Einem
- 6. Mai 1953: Die Chinesische Nachtigall, Ballett von Werner Egk
- 25. Februar 1954: Die Bernauerin, Baierisches Welttheater, Uraufführung der Neufassung von Carl Orff
- 29. März 1956: Don Juan de Manara, Oper von Henri Tomasi
- 11. August 1957: Die Harmonie der Welt, Oper von Paul Hindemith
- 16. Februar 1960: Danza, Ballett von Heinz Rosen und Werner Egk
- 9. Juni 1961: La Buffonata, Ballett von Heinz Rosen und Wilhelm Killmayer
- 29. November 1997: Peter Pan, Oper von Wilfried Hiller[88]

## Nutzung des Prinzregententheaters
Das Theater dient heute als Spielstätte der Bayerischen Staatsoper und der Theaterakademie August Everding. Darüber hinaus wird es auch an Konzertagenturen und weitere Veranstalter vermietet. Neben Konzerten, Musiktheater und Ballett finden hier auch Kongresse und Preisverleihungen statt, sowie im Gartensaal private Feiern, Lesungen und Pressekonferenzen.

### Bedeutende Veranstaltungen im Prinzregententheater
- Bayerischer Filmpreis
- Bayerischer Fernsehpreis